# Formula One Championship Edition
Formula One Championship Edition (forkortet F1 CE) erstattede Formula One 06.

## Spillet
Spillets kunstige intelligens var forbedret fra tidligere tidligere spil, med flere kameravinkeler, store ulykker og bilerne er mere virkelighedstro.

## Præmier
Disse præmier kan man få:
- Man kan få tre biler for, at gemmeføre sin første løb.
- Man kan få vinderbilen fra 1996 (Williams), hvis man kan få guld i alle baner (tidskørsel).
- Med guld i alle baner kan man åbne testbanen Jerez i Spanien.